# Ghosts (película)
Ghosts es un mediometraje (aunque también podría ser calificado como un vídeo musical de tipo largometraje) protagonizado por Michael Jackson y dirigido por el director de cine Stan Winston. Fue filmado y estrenado por primera vez en 1996 junto con partes de la película de Stephen King, Thinner. Fue lanzado un año más tarde a nivel internacional en formato VHS y varios años más tarde a DVD.
La película cuenta la historia del Maestro, un ser con poderes sobrenaturales, que está siendo obligado por el alcalde del pueblo a salir de allí. La película incluye una serie de rutinas de baile realizadas por Jackson y su "familia" de demonios. Cada canción de la película fue tomada de los álbumes de Jackson HIStory y Blood on the Dance Floor: HIStory in the Mix. La película también se destaca por la aparición del rapero Mos Def. En la película sorprendió el gran trabajo que hizo Michael Jackson al hacer de 5 personajes: el Maestro, el alcalde, un demonio, un super demonio y un esqueleto.

## Sinopsis
El Maestro (Michael Jackson) vive solo en una mansión de aspecto escalofriante en la cima de una colina, con vistas a la ciudad de "Normal Valley". En ocasiones, entretiene a los niños locales con trucos de miedo y magia. Uno de los niños le dice a su madre, quien alerta al alcalde de la ciudad (también desempeñado por Michael Jackson), quien a su vez organiza a la gente del pueblo para ir a la mansión del Maestro y obligarlo a salir de la ciudad. Algunos de ellos muestran renuencia a hacerlo, pero son presionados por su Alcalde a unirse a la cruzada.
En una noche de tormenta se dirigen hacia la mansión del maestro (que en lugar de una dirección numérica, queda en "En otro lugar") portando antorchas. Cuando llegan a la mansión, está vigilada por un gran portón. Atraviesan el portón, y el inquietante aspecto de la mansión les produce dudas para ingresar. Los niños aseguran a los padres que el maestro no ha hecho nada malo, y piden que lo dejen en paz. Pero el alcalde comenta: "Es un bicho raro, y no hay lugar en esta ciudad para raros".
La puerta se abre asustando a la gente del pueblo, quienes caminan hacia la puerta principal que también abre por sí misma. El interior de la mansión parece aún más aterrador que el exterior, y los padres vuelven a asegurar a sus hijos (y a ellos mismos) que "no existe tal cosa como fantasmas". Ellos ingresan a la casa, y una vez que estén todos dentro, la puerta se cierra de golpe y se bloquea.
Dos grandes puertas más se abren revelando una gran sala de baile oscura. De manera vacilante, la gente del pueblo camina hacia a la sala de baile, donde son recibidos por el maestro que hace una entrada aterradora pero graciosa. El alcalde se enfrenta airadamente a él, llamando al Maestro "extraño", "raro" y un "loco", y diciéndole que no es bienvenido en su ciudad. El Maestro se defiende a sí mismo, y en respuesta el alcalde amenaza "¿Se irá del pueblo o voy a tener que lastimarlo?" (El pueblo no parece ser tan enérgico en su posición, pero no ofrecen objeción).
A esto, Jackson responde: "Usted está tratando de asustarme, ¿no es así? ... Creo que no tengo otra opción, tendré que tratar de asustarlo a usted." A continuación, se formulan una serie de muecas, que el alcalde califica de "ridículo" y que "no tiene gracia". En un cambio de tono, el maestro pregunta: "¿Esto lo asusta?" y se estira la cara a los lados estirando la boca. Continúa estirando su rostro y en última instancia, se arranca la piel de la cara para revelar su calavera con una risa macabra. Los asustados pueblerinos corren hacia las puertas, que el maestro cierra con sus poderes mágicos, y luego se destruye el cráneo con los puños, revelando su cabeza normal.
El Maestro le recuerda al alcalde haberle dicho que no vivía solo, y presenta a su "familia" de Demonios que junto con el Maestro, realizan una extensa rutina de baile (con música original compuesta por Jackson) que, alternativamente, impresiona y asusta a la gente del pueblo. Durante esta secuencia, el Maestro realiza variados actos que incluyen rasgar su ropa para revelar un cuerpo esquelético, poseer al Alcalde y hacerlo bailar (al ritmo de Michael Jackson) además de transformar su rostro, señala al mismo tiempo diciendo, "¿Quien asusta ahora? ¿Quién es el loco ahora? Chico loco. ¡Loco de circo!" (puesto que lo convirtió en alguien feo, con arrugas, ojos rasgados, cejas muy pobladas, un mentón grande y orejas picudas).
Al terminar su actuación, el maestro pregunta: "¿Todavía quieren que me vaya?". Si bien los pobladores responden "no", el alcalde dice con vehemencia "¡Sí!". El Maestro asiente en silencio diciendo: "Bien... voy a irme." Cae, y después de romper su manos y la cara en el suelo, el rostro y el cuerpo comienzan a desmoronarse violentamente en polvo en el suelo, que luego es soplado por el viento. La gente del pueblo se entristece por esto, y se muestran decepcionados al ver que se ha ido. Sin embargo el Alcalde cree que ha salido victorioso y se dirige hacia las puertas diciendo "Le di una lección al loco". Cuando las abre, se encuentra una cabeza monstruosa del Maestro-Demonio que le dice "Hola" , y él huye asustado (dejando un gracioso agujero con forma de alcalde en el vidrio de la ventana). La gente del pueblo se voltea hacia las puertas abiertas y el Maestro se encuentra parado allí riendo. Les pregunta si pasaron un rato agradable y ellos se dan cuenta de que así fue. Admiten que no es tan malo después de todo y hacen las paces con él. La historia termina con uno de los niños preguntando, "¿Esto da miedo?" agarrando la parte baja de su rostro y la cámara se mueve a una toma amplia de la mansión mientras se escuchan gritos de terror.
Durante los créditos se revela, a través de grabaciones tras bastidores que Michael Jackson no sólo interpreta al Maestro sino también al alcalde y varios monstruos que aparecen en la filmación.

## Reparto
- El Maestro/El alcalde/Demonio/un super demonio/Esqueleto - Michael Jackson
- La gente del pueblo:
  - Kendall Cunningham
  - Pat Dade
  - Mos Def
  - Dale Dudeck
  - Heather Ehlers
  - Shawnette Heard
  - Edwina Moore
  - Loren Randolph
  - Amy Smallman
  - Seth Smith
  - Leonard A. Anderson

## Canciones usadas en la película
- "2 Bad (film version)"
  - Tomada del álbum HIStory
- "Ghosts"
  - Tomada del álbum Blood on the Dance Floor: HIStory in the Mix
- "Is It Scary (film version)"
  - Tomada del álbum Blood on the Dance Floor: HIStory in the Mix